# 714 Улула
714 Улула (714 Ulula) — астероїд головного поясу, відкритий 18 травня 1911 року.
Тіссеранів параметр щодо Юпітера — 3,403.